# 諏訪大神社 (横須賀市)
諏訪大神社（すわだいじんじゃ）は、神奈川県横須賀市緑が丘にある神社。

## 概要
1380年（康暦2年）3月23日、足利義満の時代、三浦貞宗が横須賀の鎮守として、長峯城の城口にあたる当地古谷山に、信州の上下両諏訪明神を勧請。
三浦氏滅亡後も横須賀村の村民によって管理され、江戸時代に入った1606年（慶長11年）には、代官・長谷川三郎兵衛の発起で、社殿・境内の大改修を行い、その後も度々整備が行われた。
1873年（明治6年）12月に村社に列格、1907年（明治40年）4月30日に幣帛供進指定社に指定、1928年（昭和3年）5月21日に郷社に昇格、1942年（昭和17年）の内務省神祇院十七総第二号通牒で県社に昇格。1947年（昭和22年）5月16日、氏子会が発足。
「どぶ板通り」の近隣にあるため、地域活性化のためのコラボを頻繁に行なっている。

## 祭神
- 健御名方命
- 事代主命

## 祭事
- 新年祭 : 1月1日
- 節分祭 : 2月節分
- 創立祭 : 3月23日
- 例大祭 : 5月25日ごろ（直近の日曜日）
- 恵比寿祭 : 10月20日

## アクセス
- 京急汐入駅・横須賀中央駅から各々徒歩10分。